# 東松島市立鳴瀬第一中学校
東松島市立鳴瀬第一中学校（ひがしまつしましりつ なるせだいいちちゅうがっこう、英: Higashi-matsushima municipal - Naruse Dai-ichi Junior High School）は、宮城県東松島市にあった公立中学校。通称は「鳴瀬一中」（なるせいっちゅう）、または「鳴一」（なるいち）だった。

## 教育目標
- 心豊かで、創造性と協調心に富み、たくましく生きる生徒の育成 [1]

## 生徒像
- 自ら進んで学ぶ生徒（かしこく） [1]
- 豊かな心情を持つ生徒（やさしく） [1]
- 心身ともに健康な生徒（たくましく） [1]

## 学校像
- 感動と活力に満ちた学校 [1]
  - 夢のある学校  - 生徒一人一人の自己実現のために，指導と評価の改善に努める学校
  - 笑顔のある学校 - 生徒を明るく，健全に育てるために，保護者や地域の人々と連携を深める学校
  - やる気のある学校 -より高いものを目指して，教職員一人一人の創意工夫が生かされる学校

## 沿革
- 1947年（昭和22年）4月1日 - 小野村立小野中学校として開校
- 1949年（昭和24年）4月 - 新校舎完成
- 1955年（昭和30年）5月 - 鳴瀬町立小野中学校に改称
- 1961年（昭和36年）12月  - 校舎増築完成
- 1963年（昭和38年）2月 - 屋内体育館新築落成
- 1973年（昭和48年）6月 - 校舎改築完成
- 2005年（平成17年） - 合併により東松島市立鳴瀬第一中学校に改称
- 2011年（平成23年）
  - 3月11日 - 東日本大震災（東北地方太平洋沖地震）発生
  - 4月 - 鳴瀬第二中学校が校舎の一部を間借りして授業開始。
- 2013年（平成25年）3月31日 - 鳴瀬第二中学校と統合し、東松島市立鳴瀬未来中学校として開校のため閉校。校舎は鳴瀬第一中学校を使用。

## 学区
- 東松島市立小野小学校、東松島市立浜市小学校学区

## 住所
- 宮城県東松島市小野字裏丁1